# ひので (お笑い)
ひのでは、吉本興業東京本社（東京吉本）所属のお笑いコンビ。
NSC東京校18期出身、デビューは2013年。主に無限大ホールで活動をしていた。激辛グルメカップ、お笑いバトルコロシアム2014優勝。
2016年1月31日を以って解散。池田から小幡に「お前とじゃ売れない」と言い出したのがきっかけとなって解散になったという。解散後も不仲は改善していないと語られる。

## メンバー
- 小幡 和貴（おばた かずき、1988年6月5日（37歳）- ）血液型B型、身長167cm

新潟県魚沼市出身。新潟県立小出高等学校、日本体育大学体育学部卒業。

- 池田 直人（いけだ なおと、1993年9月19日（31歳）- ）血液型O型、身長178cm、体重67kg

大阪府吹田市出身で大阪学院大学高等学校卒業。高校時代は「STAND BOX」というコンビで第2回ハイスクールマンザイに出場した。
「感謝感謝の汽車ポッポ」や年齢を叫ぶだけのギャグがある。コントでは女役を演じる事が多かった。
キン肉マン消しゴム（キン消し）を口の中にいれてどのキャラクターが当てることができる。最近は妖怪ウォッチにはまっている。母親と住んでいる。
2016年2月、元感動ピストの実方孝生とコンビ『レインボー』を結成。
またレインボーは、小幡和貴（おばたのお兄さん）と実方（ジャンボ）は仲がよくそこでの交友関係もあったという。

## テレビ
- コサキン・天海の超発掘!ものまねバラエティー マネもの（フジテレビ）- 第3回（2015年3月26日）
- NHK俳句「俳句さく咲く!」（NHKEテレ 第4日曜　6:35-7:00　2015年度）

### ラジオ
- Nack5「ABCタイム」の真夜中の笑いのコーナーにゲスト出演経験あり。

### 雑誌掲載
- 池田 - 2014 男前ブサイクグランプリ p. 28
- 小幡 - ファインボーイズ p. 136-139

### ライブ・その他
- 無限大ホールにて彩Jr火曜金曜日出演中。(YNNで配信あり)
- その他ライブ、営業。